# Comuna Bila Krînîțea, raionul Rivne, regiunea Rivne
Bila Krînîțea (în ucraineană Біла Криниця) este o comună în raionul Rivne, regiunea Rivne, Ucraina, formată din satele Antopil, Bila Krînîțea (reședința) și Hlînkî.

## Demografie
Componența lingvistică a comunei Bila Krînîțea
     Ucraineană (97,54%)
     Rusă (1,91%)
     Alte limbi (0,3%)
Conform recensământului din 2001, majoritatea populației comunei Bila Krînîțea era vorbitoare de ucraineană (97,54%), existând în minoritate și vorbitori de rusă (1,91%).